# David Laliberté
David Laliberté (Saint-Jean-sur-Richelieu, 17 marzo 1986) è un ex hockeista su ghiaccio canadese, di ruolo ala destra.

## Carriera
Laliberté venne scelto dai Philadelphia Flyers al draft 2004. Rimarrà nel giro della franchigia tra il 2007 e il novembre del 2010: raccolse 12 presenze in NHL (tutte nella stagione 2009-2010), giocando perlopiù nelle squadre satellite in American Hockey League (Philadelphia Phantoms e Adirondack Phantoms) e ECHL (Wheeling Nailers).
Il 21 novembre 2010 venne ceduto agli Anaheim Ducks (che lo girarono ai Syracuse Crunch), ma pochi mesi dopo, il 28 febbraio successivo, ultimo giorno di mercato, i Ducks lo cedettero a loro volta ai Boston Bruins (che a loro volta lo girarono al loro team AHL, i Providence Bruins).
Terminata la stagione, venne messo sotto contratto dai Grizzlys Wolfsburg, squadra della Deutsche Eishockey-Liga, per la sua prima esperienza europea durata una sola stagione.
Rimasto svincolato, dovette attendere il 27 dicembre 2012 per trovare una squadra: i Trenton Titans in ECHL; questa esperienza durò tuttavia poche settimane: fece ritorno agli Adirondack Phantoms già a fine gennaio 2013, fino al termine della stagione.
Anche per la stagione successiva dovette attendere dicembre per trovare una squadra: i Gwinnett Gladiators. Dopo soli due incontri, tuttavia, lasciò la squadra perché gli era giunta un'offerta dall'Europa: il 2 gennaio firmò un contratto con il Merano, che in quella stagione giocava la seconda divisione italiana e la INL.
Anche questa esperienza durò poco: le ottime prestazioni convinsero il Bolzano, a offrirgli una maglia fino a fine stagione per sostituire l'infortunato Mathieu Beaudoin; l'esperienza si chiuse con la vittoria della EBEL 2013-2014, con Laliberté che effettuò l'assist per il gol decisivo di Žiga Pance.
Successivamente giocò una stagione nel campionato norvegese e una nell'extraliga slovacca (che vinse con la maglia del Nitra). Nel novembre 2016 decise di mettere fine alla propria carriera, a causa del riacutizzarsi di un infortunio alla schiena.

## Palmarès
- EBEL: 1

HC Bolzano: 2013-2014
- Campionato slovacco: 1

HK Nitra: 2015-2016